# Campionato d'Asia per club 1987
Il Campionato d'Asia per club 1987 è stata la 7ª edizione del massimo torneo calcistico asiatico per squadre di club maggiori maschili.
Per il secondo anno consecutivo, il torneo fu vinto da una squadra giapponese: lo Yomiuri ottenne il titolo di Campione d'Asia vincendo, a tavolino, la finale programmata con l'Al-Hilal.

## Risultati

### Primo turno

#### Gruppo 1
Le gare del gruppo 1, probabilmente costituito dalle squadre campioni d'Iran, Siria, Giordania, Yemen del Nord e Yemen del Sud, furono annullate a causa del ritiro delle partecipanti.

#### Gruppi 2 e 3
- Kazma e   Al-Hilal qualificate al turno di semifinale come prima e seconda classificata della Coppa dei Campioni del Golfo[1].

#### Gruppo 4
| Squadra           | P.ti | G | V | P | S | RF | RS | DR  |
| ----------------- | ---- | - | - | - | - | -- | -- | --- |
| Al-Rasheed        | 8    | 4 | 4 | 0 | 0 | 23 | 2  | +21 |
| Mohun Bagan       | 5    | 4 | 2 | 1 | 1 | 12 | 6  | +6  |
| Mohammedan        | 5    | 4 | 2 | 1 | 1 | 12 | 10 | +2  |
| Manang Marsyangdi | 2    | 4 | 1 | 0 | 3 | 8  | 19 | −11 |
| PAF               | 0    | 4 | 0 | 0 | 4 | 3  | 21 | −18 |

| Dacca 1987 | Al-Rasheed | 0 – 0 | Mohun Bagan |  |

| Dacca 1987 | Mohammedan | 6 – 2 | Manang Marsyangdi |  |

| Dacca 1987 | Al-Rasheed | 5 – 1 | Mohammedan |  |

| Dacca 1987 | Mohun Bagan | 6 – 1 | Manang Marsyangdi |  |

| Dacca 1987 | Mohun Bagan | 4 – 1 | PAF |  |

| Dacca 1987 | Al-Rasheed | 6 – 1 | Manang Marsyangdi |  |

| Dacca 1987 | Mohammedan | 6 – 2 | PAF |  |

| Dacca 1987 | Mohun Bagan | 2 – 1 | Mohammedan |  |

| Dacca 1987 | Al-Rasheed | 10 – 0 | PAF |  |

| Dacca 1987 | Manang Marsyangdi | 4 – 1 | PAF |  |

#### Gruppo 5
| Squadra      | P.ti | G | V | P | S | RF | RS | DR |
| ------------ | ---- | - | - | - | - | -- | -- | -- |
| Bangkok Bank | 3    | 2 | 1 | 1 | 0 | 7  | 0  | +7 |
| Air Force    | 2    | 2 | 0 | 2 | 0 | 1  | 1  | 0  |
| Victory      | 1    | 2 | 0 | 1 | 1 | 1  | 8  | −7 |

| Malé 1987 | Bangkok Bank | 0 – 0 | Air Force |  |

| Malé 1987 | Bangkok Bank | 7 – 0 | Victory |  |

| Malé 1987 | Victory | 1 – 1 | Air Force |  |

#### Gruppo 6
| Squadra      | P.ti | G | V | P | S | RF | RS | DR  |
| ------------ | ---- | - | - | - | - | -- | -- | --- |
| Kuala Lumpur | 5    | 3 | 2 | 1 | 0 | 10 | 1  | +9  |
| Tiga Berlian | 4    | 3 | 2 | 0 | 1 | 8  | 3  | +5  |
| Tiong Bahru  | 3    | 3 | 1 | 1 | 1 | 3  | 5  | −2  |
| Kota Rangers | 0    | 3 | 0 | 0 | 3 | 4  | 16 | −12 |

| Bandung 5 giugno 1987 | Tiga Berlian | 5 – 1 | Kota Rangers |  |

| Bandung 5 giugno 1987 | Kuala Lumpur | 0 – 0 | Tiong Bahru |  |

| Bandung 6 giugno 1987                      | Tiga Berlian | 3 – 0 | Tiong Bahru |  |
| Fabanyo 14’ Nere 41’ Hidayat 72’ Marcatori |              |       |             |  |
|                                            |              |       |             |  |
| Fabanyo 14’ Nere 41’ Hidayat 72’           | Marcatori    |       |             |  |

| Bandung 6 giugno 1987 | Kuala Lumpur | 8 – 1 | Kota Rangers |  |

| Bandung 8 giugno 1987   | Kuala Lumpur | 2 – 0 | Tiga Berlian |  |
| Kannan Kannan Marcatori |              |       |              |  |
|                         |              |       |              |  |
| Kannan                  | Marcatori    |       |              |  |

| Bandung 8 giugno 1987                                    | Tiong Bahru | 3 – 2            | Kota Rangers |  |
| Mata 4’ Samak 11’ Mokhtar 85’ Marcatori 3’ Musanib Ahmad |             |                  |              |  |
|                                                          |             |                  |              |  |
| Mata 4’ Samak 11’ Mokhtar 85’                            | Marcatori   | 3’ Musanib Ahmad |              |  |

#### Gruppo 7
| Squadra  | P.ti | G | V | P | S | RF | RS | DR |
| -------- | ---- | - | - | - | - | -- | -- | -- |
| Bayi     | 4    | 2 | 2 | 0 | 0 | 5  | 0  | +5 |
| April 25 | 2    | 2 | 1 | 0 | 1 | 2  | 3  | −1 |
| Hap Kuan | 0    | 2 | 0 | 0 | 2 | 1  | 5  | −4 |

| Dalian 1987 | Bayi | 1 – 0 | April 25 |  |

| Dalian 1987 | Bayi | 3 – 0 | Hap Kuan |  |

| Dalian 1987 | April 25 | 2 – 1 | Hap Kuan |  |

#### Gruppo 8
| Squadra     | P.ti | G | V | P | S | RF | RS | DR |
| ----------- | ---- | - | - | - | - | -- | -- | -- |
| Yomiuri     | 2    | 2 | 1 | 0 | 1 | 2  | 1  | +1 |
| South China | 2    | 2 | 1 | 0 | 1 | 1  | 2  | −1 |

| Hong Kong 10 settembre 1987 | South China | 1 – 0 | Yomiuri |  |

| Tokyo 8 ottobre 1987 | Yomiuri | 2 – 0 | South China | National Stadium |

### Semifinali

#### Gruppo A
| Squadra      | P.ti | G | V | P | S | RF | RS | DR |
| ------------ | ---- | - | - | - | - | -- | -- | -- |
| Al-Hilal     | 4    | 2 | 2 | 0 | 0 | 6  | 1  | +5 |
| Al-Rasheed   | 2    | 2 | 1 | 0 | 1 | 7  | 3  | +4 |
| Bangkok Bank | 0    | 2 | 0 | 0 | 2 | 1  | 10 | −9 |

| Riyadh 1987 | Al-Hilal | 2 – 1 | Al-Rasheed |  |

| Riyadh 1987 | Al-Hilal | 4 – 0 | Bangkok Bank |  |

| Riyadh 1987 | Al-Rasheed | 6 – 1 | Bangkok Bank |  |

#### Gruppo B
| Squadra      | P.ti | G | V | P | S | RF | RS | DR |
| ------------ | ---- | - | - | - | - | -- | -- | -- |
| Yomiuri      | 4    | 3 | 2 | 0 | 1 | 4  | 2  | +2 |
| Kuala Lumpur | 4    | 3 | 1 | 2 | 0 | 3  | 2  | +1 |
| Kazma        | 3    | 3 | 1 | 1 | 1 | 3  | 3  | 0  |
| Bayi         | 1    | 3 | 0 | 1 | 2 | 1  | 4  | −3 |

| Kuala Lumpur 3 novembre 1987                 | Yomiuri   | 2 – 1           | Kazma |  |
| Kato 4’ Milton 70’ Marcatori 89’ Al-Shemmari |           |                 |       |  |
|                                              |           |                 |       |  |
| Kato 4’ Milton 70’                           | Marcatori | 89’ Al-Shemmari |       |  |

| Kuala Lumpur 3 novembre 1987        | Kuala Lumpur | 1 – 1           | Bayi |  |
| Ahmad 59’ Marcatori 26’ Jia Xiuquan |              |                 |      |  |
|                                     |              |                 |      |  |
| Ahmad 59’                           | Marcatori    | 26’ Jia Xiuquan |      |  |

| Kuala Lumpur 5 novembre 1987 | Yomiuri   | 0 – 1        | Kuala Lumpur |  |
| Marcatori 62’ Aslokani       |           |              |              |  |
|                              |           |              |              |  |
|                              | Marcatori | 62’ Aslokani |              |  |

| Kuala Lumpur 5 novembre 1987 | Kazma     | 1 – 0 | Bayi |  |
| Al-Ghanem 54’ Marcatori      |           |       |      |  |
|                              |           |       |      |  |
| Al-Ghanem 54’                | Marcatori |       |      |  |

| Kuala Lumpur 7 novembre 1987     | Yomiuri   | 2 – 0 | Bayi |  |
| Milton 53’ Ueshima 72’ Marcatori |           |       |      |  |
|                                  |           |       |      |  |
| Milton 53’ Ueshima 72’           | Marcatori |       |      |  |

| Kuala Lumpur 7 novembre 1987   | Kuala Lumpur | 1 – 1      | Kazma |  |
| Ahmad 60’ Marcatori 35’ Baroun |              |            |       |  |
|                                |              |            |       |  |
| Ahmad 60’                      | Marcatori    | 35’ Baroun |       |  |

### Finale
La finale del torneo, la cui prima data fu programmata a Yokohama per il 23 gennaio 1988, vide il ritiro dell'Al-Hilal a causa di alcuni dissensi con l'AFC in merito ai direttori di gara e al luogo designati per l'incontro.
| Yokohama 23 gennaio 1988 | Yomiuri | – | Al-Hilal | Mitsuzawa Stadium |

| 1988 | Al-Hilal | – | Yomiuri |  |